# ليوبومير كوفاتشيفيتش
ليوبومير كوفاتشيفيتش هو مؤرخ وسياسي صربي، ولد في 4 يناير 1848، وتوفي في 19 نوفمبر 1918.